# 彌敦道700號

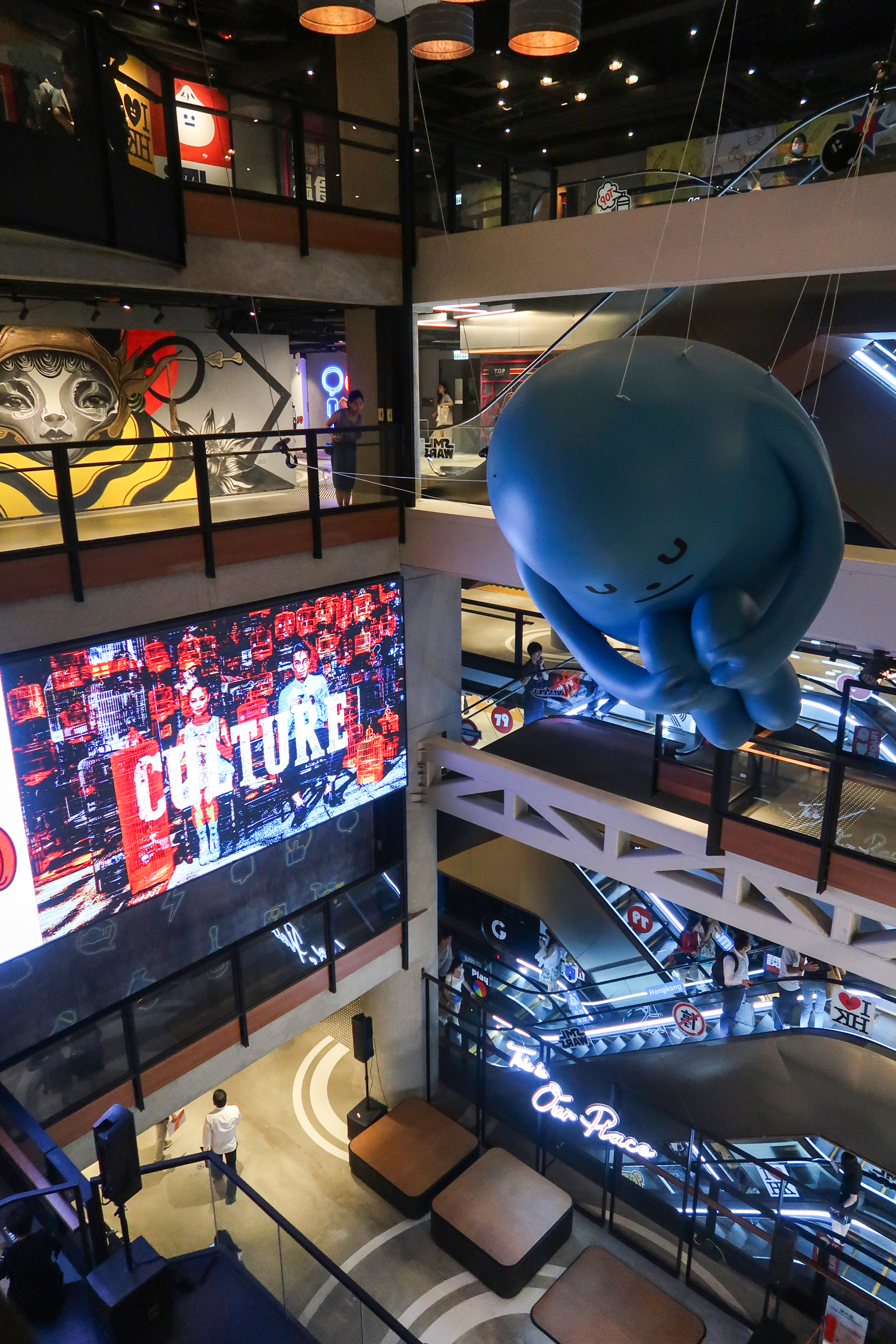
商場中庭

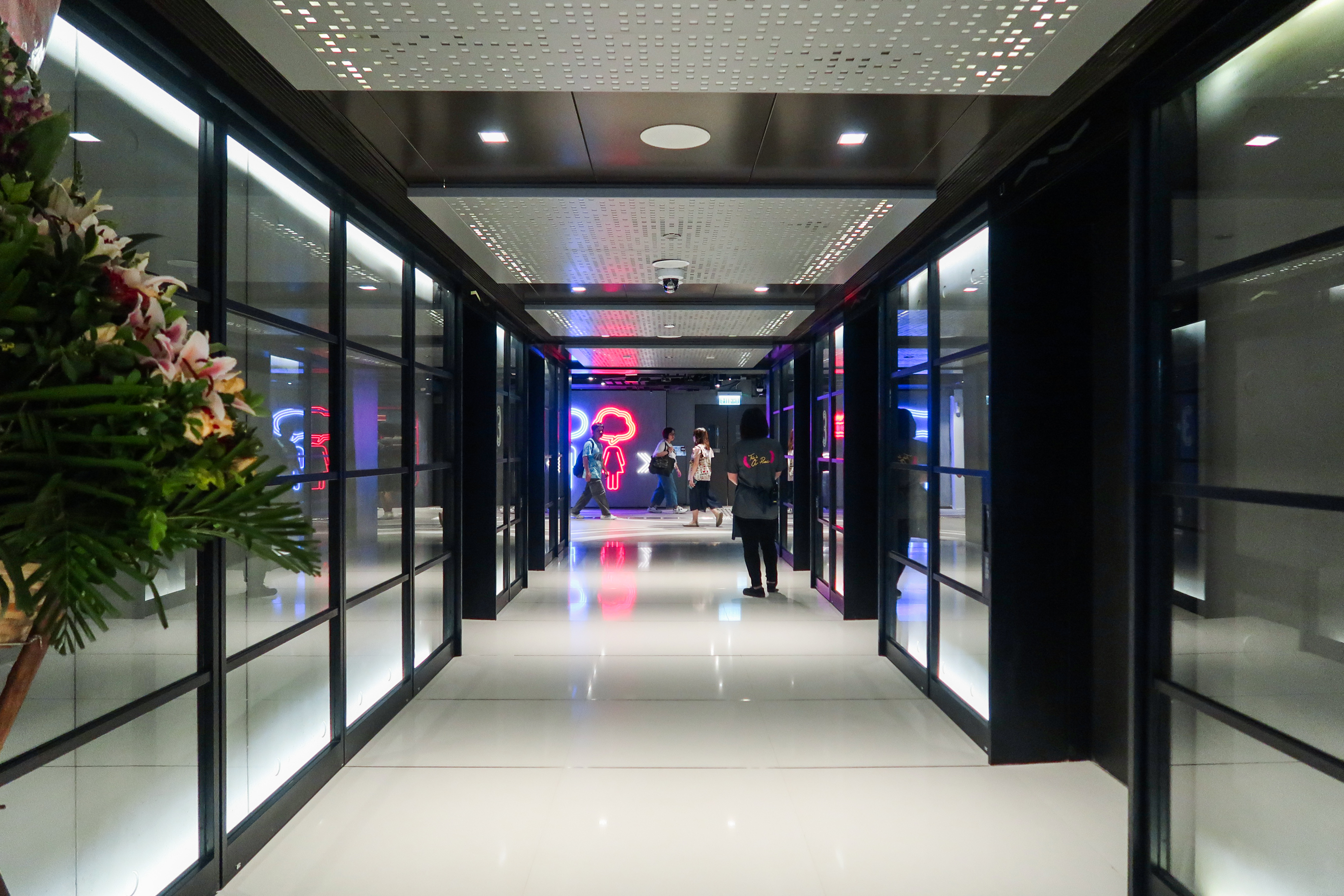
3樓寫字樓大堂

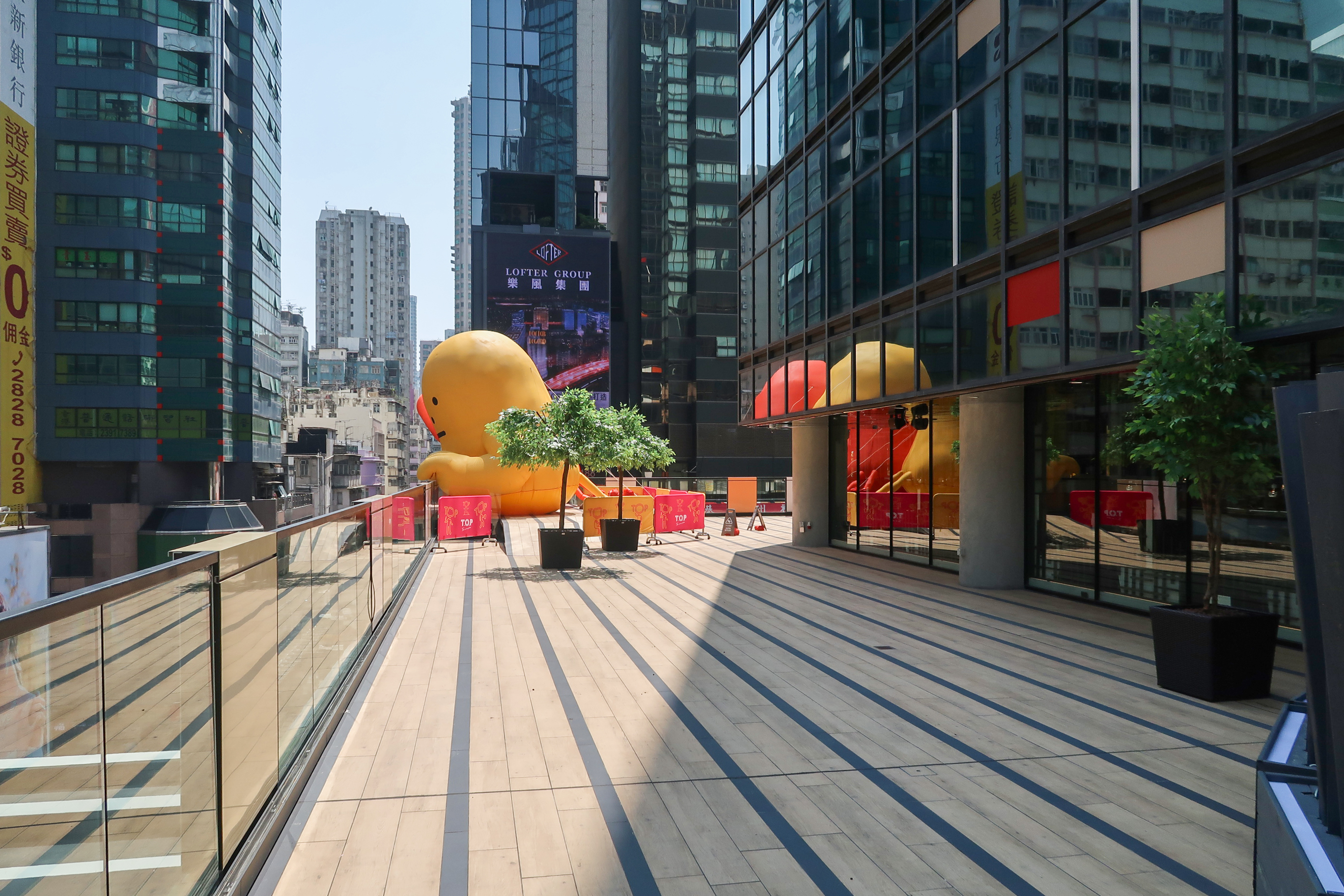
5樓平台花園只有平地一片

彌敦道700號位於香港九龍旺角彌敦道700號，樓高23層，1984年至2015年由香港政府持有，2016年出售予領展房地產投資信託基金。項目於2018年6月開業，商場定名為T.O.P This is Our Place，位處旺角核心範圍，以年輕、活力、動感及帶領潮流成為旺角地標。

## 歷史
彌敦道700號原址為舊旺角警署，後者於1964年遷移至太子道現址。原址因應興建香港地鐵而拆卸。隨後由恒隆地產於彌敦道700號、快富街交界興建的旺角中心二期，1984年由香港政府租用寫字樓部分，交由城市理工學院作為臨時校舍，至90年遷進九龍又一村城市大學現址為止。
1989年，香港政府斥資2.1億港元購入該棟大樓作為政府物業。當時兩層地庫、地下、閣樓、1樓及2樓原用作購物商場，政府購入後就將商場大部份地方改作辦公室用途，只保留商場地下13個商舖繼續出租。而該大樓地庫原有的旺角站B4出口及連接旺角中心一期2樓的行人天橋，亦因而被封閉。
工業貿易署於2015年9月29日至10月8日期間分階段遷至啟德工業貿易大樓，工業貿易署大樓騰空作為商業發展。
大樓騰空後，政府產業署於2015年12月11日招標出售，並於2016年1月8日截標。據報收到最少6份標書，全幢大樓總樓面面積約28.43萬平方呎，市場估值介乎48億元至65億400萬元，折合每方呎樓面價格約1.7萬至2.3萬元。2016年2月19日，政府產業署宣布領展房地產信託基金以59.1億元投得大樓99%業權，其餘1%業權由港鐵持有，用作地下鐵路通風塔口及旺角港鐵站的冷卻水系統用途，項目總面積約284,288方呎，以成交價計算，呎價20,789元。
領展購入後，聘請凱達環球的紀達夫為大廈重新設計，並隨即翻新大樓。領展投資約4億元將此項目改造成以零售及服務行業為主題的銀座式商廈，初步預計所需時間約18個月。
2016年12月，領展向傳媒透露在翻新工程完成後，將會命名為700 Nathan Road，開業後會重開連接旺角中心一期的行人天橋及地庫連接港鐵旺角站的B4出口，預料開業時租金水平會與同區朗豪坊租金水平相若。

## 商場
地庫2層至5樓為商場T.O.P This is Our Place，佔地約11萬方呎，舖位面積約130至2,700方呎，以中檔年輕購物商場作定位。商場在2018年6月1日對外開放。
主要租客包括位於港鐵層約1萬方呎的韓國品牌ALAND（已結業）、日本品牌SHIBUYA109、WEGO TOKYO、EGG、PMQ Select、Salad、大眾書局（已結業）與其姊妹品牌Urban Write（已結業）、時間廊、Bauhaus Outlet、ICE FIRE（已結業）等。食肆包括韓國料理「柞木炭家」、紅葉茶屋、山下菓子、Shabu Sai、Smile Yogurt、大阪燒「千房」（已結業）、牛布拉日式牛肉麵、Hey Candy、以及位於地庫的美國冒險樂園。其中4樓大眾書局結業後，已分拆多個舖位。其中面積最大的415號舖由香港貓用品專門店Three Little Meow自2022年起租用至今。
另外，地庫美食廣場「旺角煮場 Chefs' Society」設味の時計台拉麵、大力水手炸雞、小巷咖啡、蓮香、鴻師傅、泰國菜Khaosoi House和Coffee Central by Coffee Exchange等，不過營運只有2年，到2020年中結業。到同年11月末改為富臨集團營運的美食廣場「FoodYum」，租戶包括大將日式火鍋店、School Food、大力水手炸雞和山城小麵等。
5樓頂層則設有平台花園，但只有極少量植物。
商場在2018年6月獲得「2018年度國際房地產大獎－亞太區房地產大獎」中的「香港零售建築優勝獎」。
2019年4月10日，香港特別行政區政府公布，行政長官會同行政會議批准領展自資興建連接商場和旺角行人天橋系統免補地價申請。

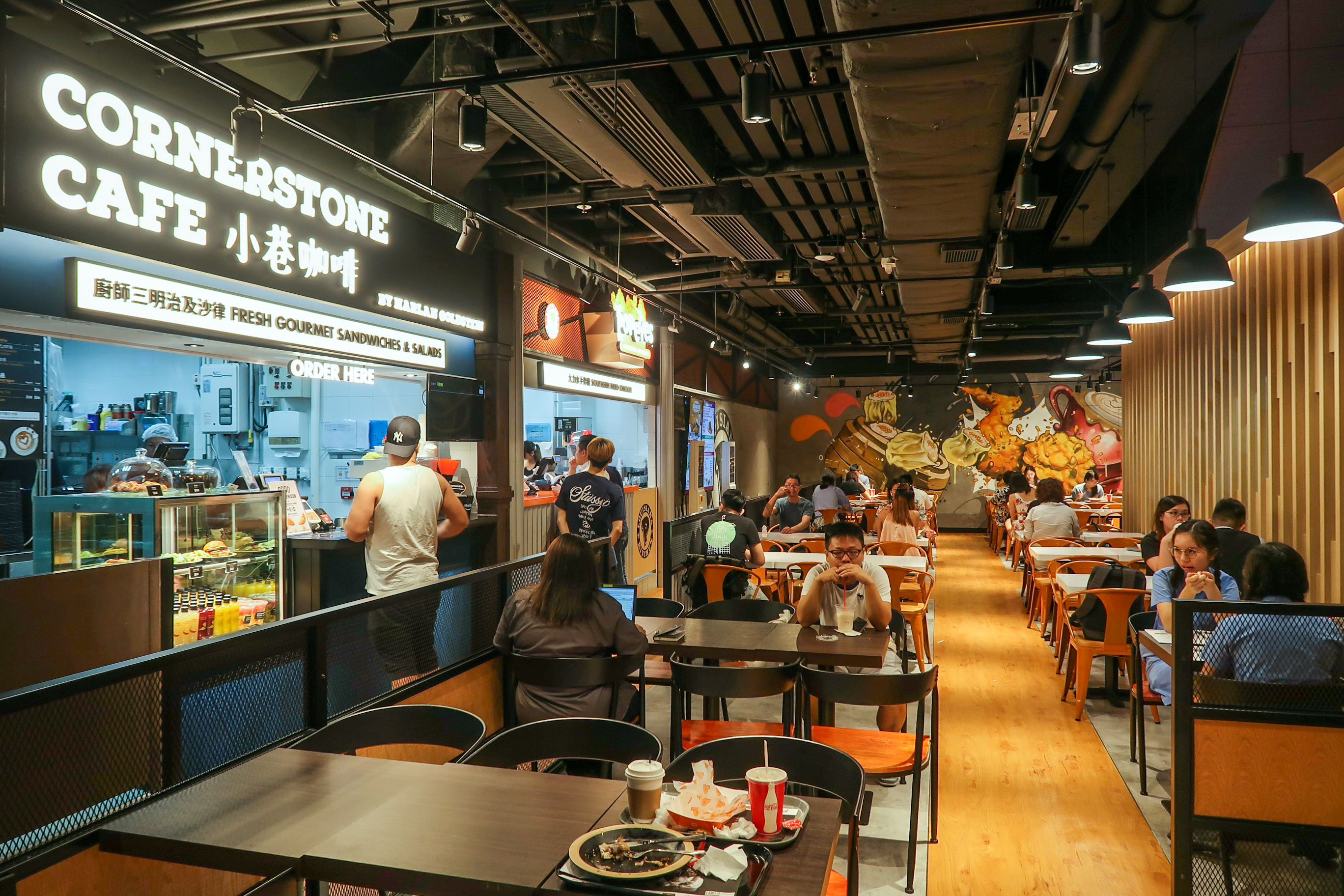
地庫美食廣場「旺角煮場」
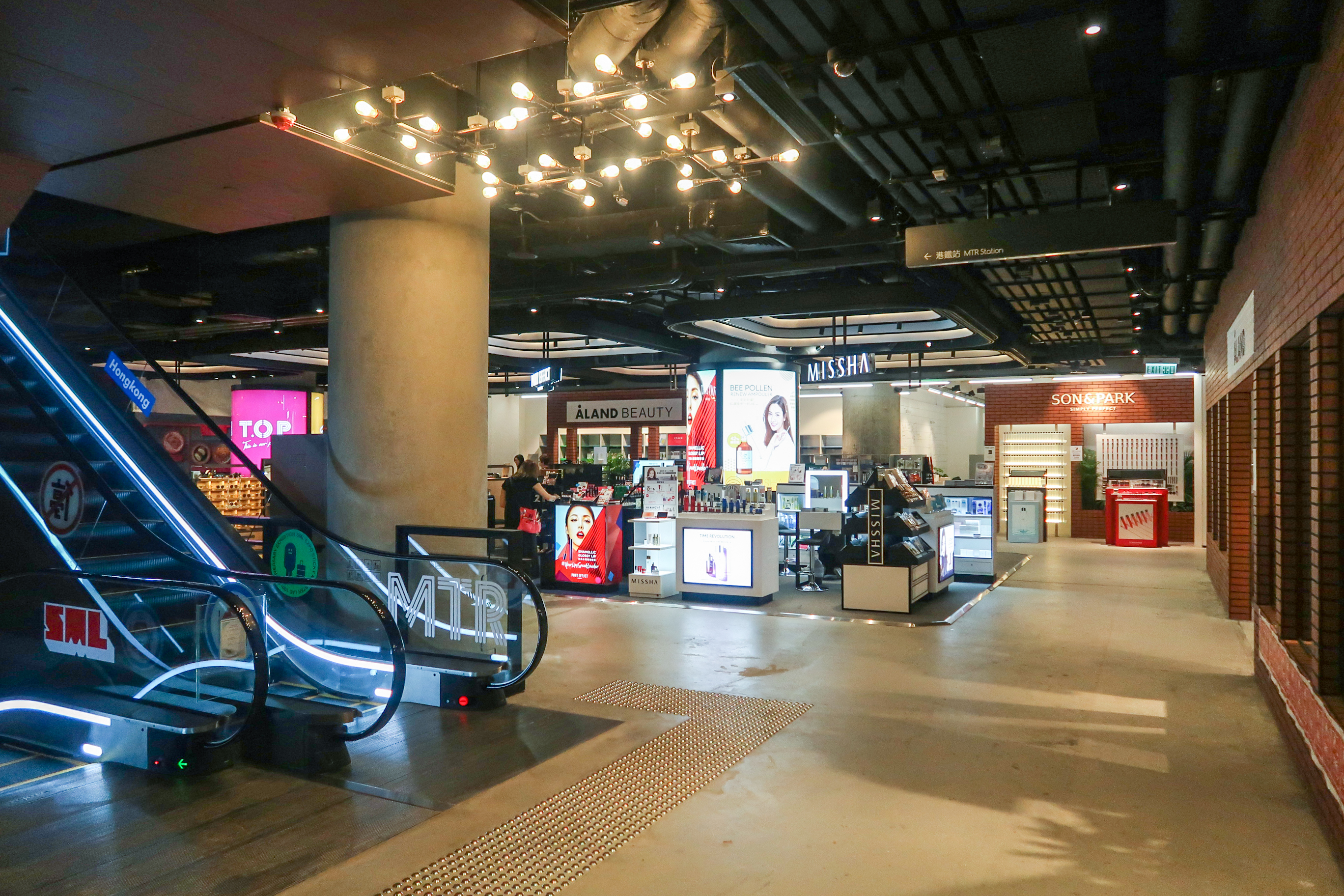
MTR層商場設多個檔位
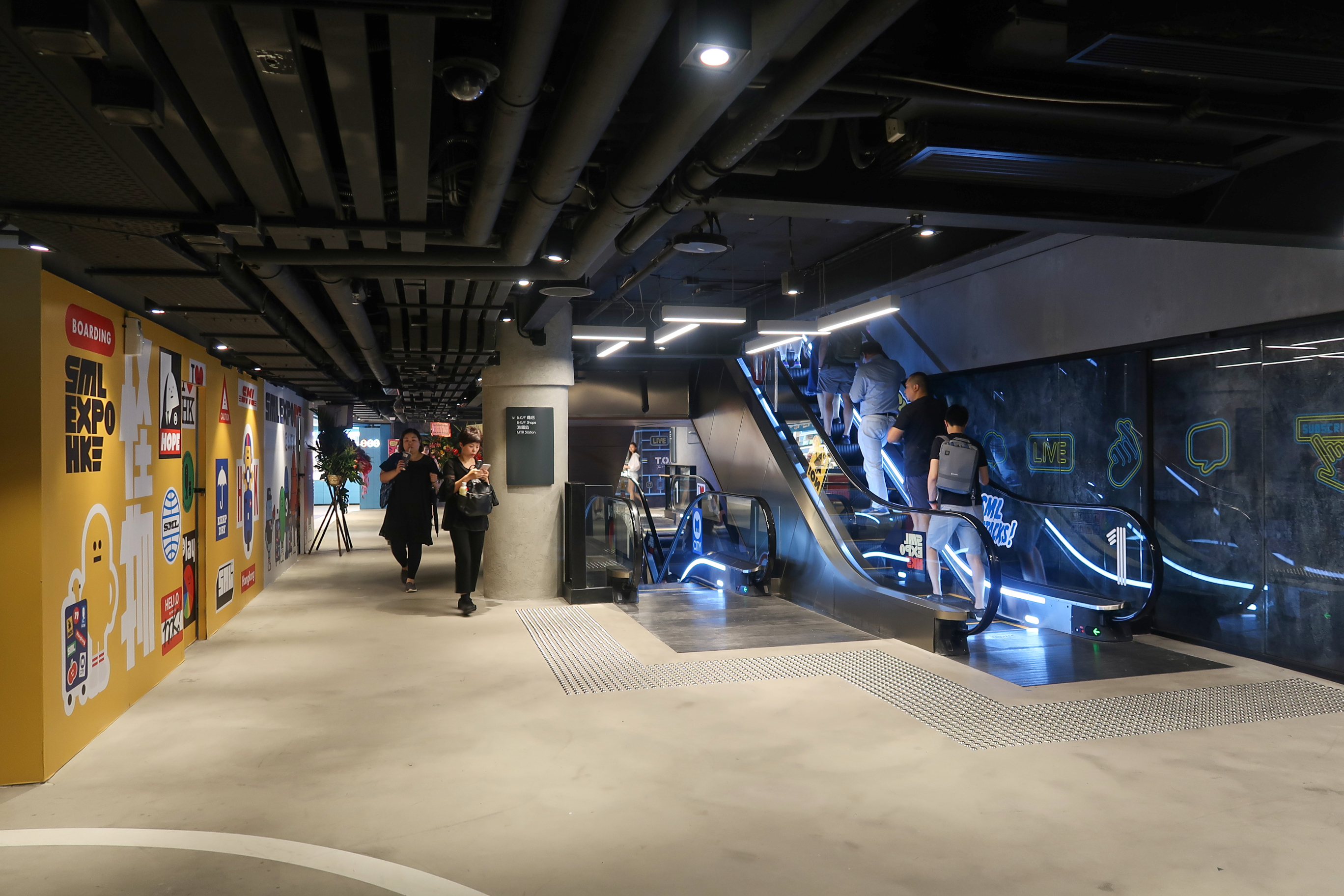
於2018年，1樓商場多個商戶仍然裝修，不過大部份現已開業
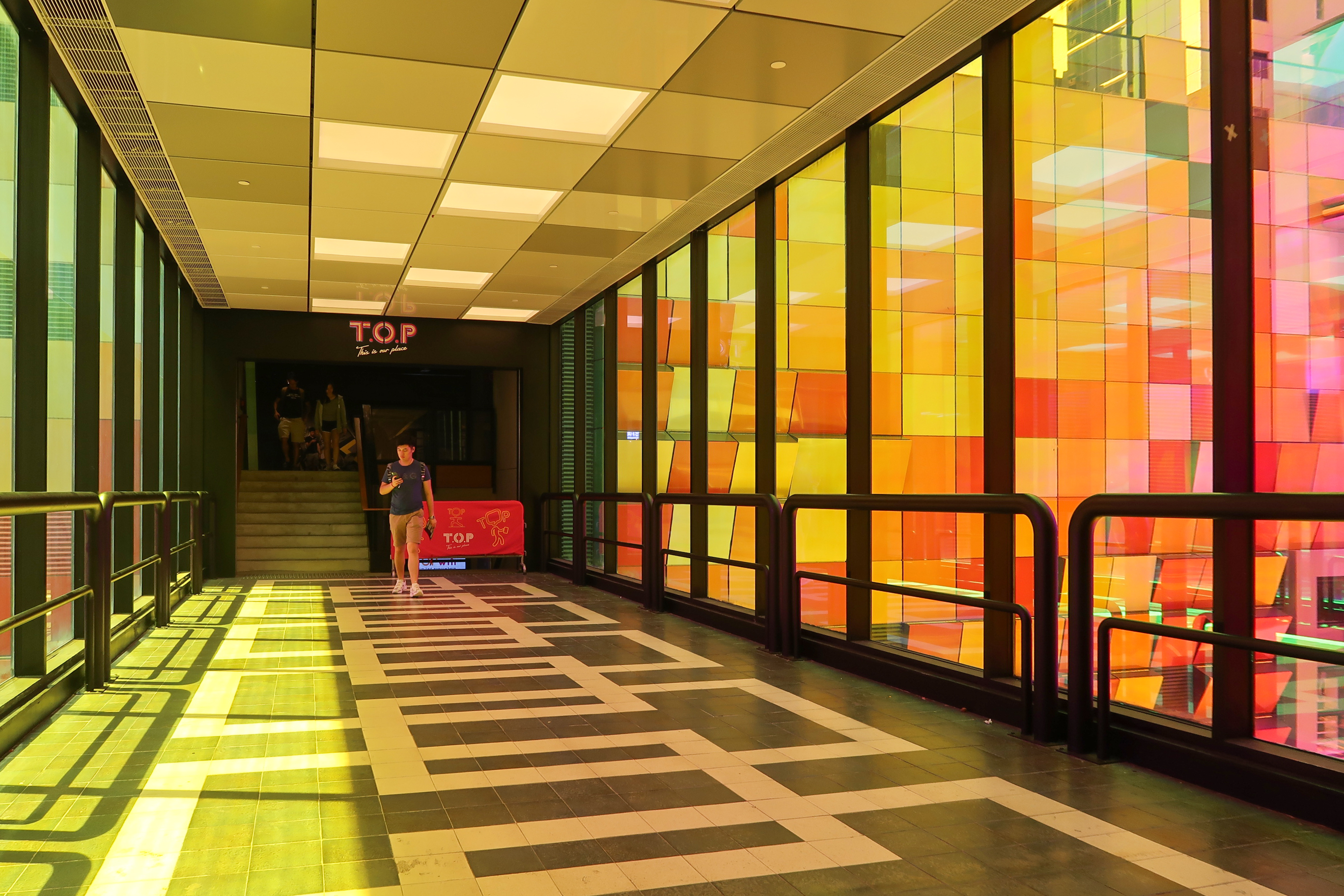
2樓來往旺角中心天橋已重開並翻新
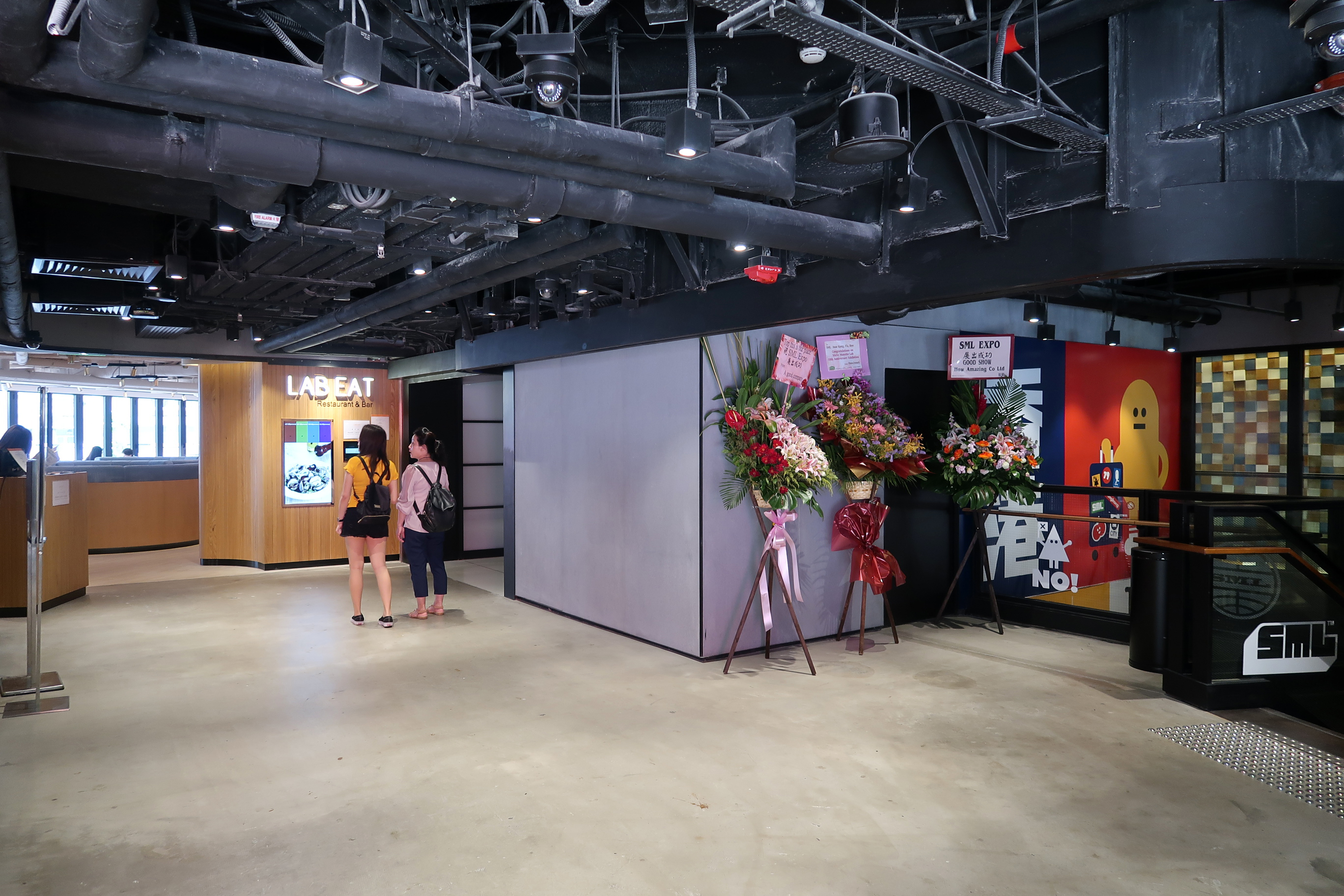
5樓餐廳

## 寫字樓
寫字樓佔15層，每層面積約1,000平方呎至11,700平方呎，計劃租客包括5層醫務所、3層樓上舖、4層一般寫字樓、3層美容層，意向租金每平方呎52元，已落實承租2至3層寫字樓。商戶包括商務中心雷格斯、Ingrid Millet、建築師事務所。

## 相關
- 旺角中心
- 旺角行人天橋系統